# گشمیران
گشمیران، روستایی در دهستان گشمیران بخش مرکزی شهرستان منوجان در استان کرمان ایران است. این روستا، مرکز دهستان گشمیران است.

## جمعیت
بر پایه سرشماری عمومی نفوس و مسکن در سال ۱۳۹۵، جمعیت این روستا برابر با ۵۲۶ نفر (۱۳۹ خانوار) بوده است.